# ヘルマン・バウアー
ヘルマン・バウアー（Hermann Bauer, 1875年7月22日 - 1958年2月11日）は、 第一次世界大戦期のドイツ帝国海軍軍人。第一次世界大戦においてUボート部隊の司令官を務めた他、その著書 "Das Unterseeboot" で有名である。後にアメリカ原子力海軍の父と称されるハイマン・G・リッコーヴァーは "Das Unterseeboot" を英語訳したが、これは現在でもアメリカ海軍の潜水艦課程において基礎教本として使われている。

## 経歴
バウアーは1892年4月に士官候補生としてドイツ帝国海軍に入隊し、帆走フリゲート シュトッシュに乗り組んで基礎訓練を受けた。その後、1892年から1983年にかけて海軍兵学校で学んだ。彼は引き続き帆走コルベットモルトケと装甲艦ドイッチュラントで訓練を受けた。1894年から1895年にかけて再び海軍兵学校で学んだ後、1895年9月15日に海軍下級少尉 (Unterleutnant zur See) に任官し、戦艦クルフュルスト・フリードリヒ・ヴィルヘルム乗組となった。 
1897年にバウアーは装甲フリゲート艦プロイセン乗組を経て装甲巡洋艦プリンツェス・ヴィルヘルムの甲板部士官となった。1899年4月12日に海軍少尉に進級し、魚雷訓練艦ブリュッヒャーの当直士官となった。1900年10月から1903年9月にかけて、尉官、甲板部士官、副長、そして第2魚雷戦隊長を歴任した。第2魚雷戦隊長としては1年以上奉職し、同時に第9魚雷分艦隊 (Torpedodivisionsbootes D9) 隊長、第2魚雷艇隊 (II. Torpedobootsflottille) 副官、魚雷艇S125の副長および艇長を兼任した。1904年4月1日には大尉に進級した。 
1906年10月から1908年9月にかけて、バウアーは帝国海軍省の造船局勤務となり、続いて装甲巡洋艦グナイゼナウの航海長として勤務した。1909年10月16日に少佐に進級した後、戦艦シュレジェンの副長を1年間務め、その後2年半にわたってヴィルヘルムスハーフェンの帝国造船所付となった。 
1913年11月から1914年3月にかけて軽巡洋艦ハンブルクの艦長を務めた後Uボート部隊に転属して第1潜水艦隊 (I. Unterseebootsflottille) 司令に着任した。第一次世界大戦で1917年6月4日まで潜水艦隊司令長官を務め、その間1915年4月16日に中佐に進級した。1917年7月24日に戦艦ヴェストファーレンの艦長に転じ、1917年10月14日に大佐に進級した。1918年8月5日には戦艦カイザー艦長となった他、終戦間際には戦艦オルデンブルクと戦艦ナッサウの艦長も務めた。 
1918年12月から1919年3月には第2魚雷戦隊長に戻り、その後ヴィルヘルムスハーフェン海軍造船所に移って設備管理者となった。1919年10月には所長となり、1922年4月1日には少将に進級した。続いて1923年6月から9月まで海軍本部で海軍局長を務めた。1923年10月1日に北海海軍軍区 (Marinestation der Nordsee) 司令となり、1925年2月1日に中将に進級した。1928年10月5日にバウアーは海軍司令長官に任命されたが、1928年11月30日に海軍大将への進級をもって退役した。 
バウアーは1939年7月25日に海軍に復帰する用意があると宣言したが、現役に復帰することはなかった。 

## 受章歴
- 第1級・2級鉄十字章
- ホーエンツォレルン家勲章剣付騎士章
- 第4級赤鷲勲章
- ハンブルク・ハンザ十字章
- 第1級・2級フリードリヒ・アウグスト十字章
- ヴュルテンベルク王冠勲章